# Efecte Malter
L' efecte Malter rep el nom de Louis Malter, qui va descriure l'efecte per primera vegada. Després de l'exposició a radiacions ionitzants (per exemple, electrons, ions, raigs X, ultraviolats extrems, ultraviolats al buit), l'emissió d'electrons secundaris de la superfície d'una capa aïllant prima provoca l'establiment d'una càrrega positiva a la superfície. Aquesta càrrega positiva produeix un camp elèctric elevat a l'aïllant, donant lloc a l'emissió d'electrons a través de la superfície. Això tendeix a treure més electrons de més avall de la superfície. Finalment, la mostra reomple els electrons perduts, recollint els electrons secundaris captats a través del bucle de terra.

## Descripció
L'efecte té lloc de la manera següent:
- Després de l'exposició de la superfície d'una prima capa aïllant, a una radiació ionitzant (per exemple, electrons, ions, raigs X, ultraviolat extrem, ultraviolat de buit) o emissió secundària, s'estableix una càrrega positiva a la superfície.
- Aquesta càrrega positiva produeix un alt camp elèctric en l'aïllant, i dona pas a l'emissió d'electrons a la superfície irradiada, fet que causa una tendència a estirar més electrons de sota d'aquesta.
- Finalment, la mostra recupera els electrons perduts, en captar els electrons secundaris recollits mitjançant el bucle de terra.

L'efecte Malter sovint sorgeix a les anomenades cambres de deriva (també conegudes com wire chamber). Al cap de sis anys de funcionament, l'equip científic de BES III va informar sobre un problema greu causat per l'efecte i com van fer front al problema..:
| « | Degut a l'envelliment del càtode, una formació de polímer es diposita a les superfícies del càtode. Aquesta capa aïllant evita la neutralització dels ions positius, donant lloc a la formació d'una càrrega superficial. La càrrega indueix un camp elèctric elevat que es pot millorar prou per extreure electrons del càtode. La majoria d'ells es recombinen amb ions positius immediatament, però alguns d'ells es desplacen cap a l'ànode i generen allaus al cable sensor. Els ions positius d'allau tornen al càtode, milloren el camp elèctric de la capa aïllant i, per tant, alimenten una descàrrega local contínua i autosuficient a la cambra sense irradiació externa. Aquest efecte s'anomena efecte Malter. | » |